# Nummodiscorbis
Nummodiscorbis es un género de foraminífero bentónico de la subfamilia Gyroidinoidinae, de la familia Gavelinellidae, de la superfamilia Chilostomelloidea, del suborden Rotaliina y del orden Rotaliida. Su especie tipo es Nummodiscorbis novozealandica. Su rango cronoestratigráfico abarca desde el Luteciense (Eoceno medio) hasta el Aquitaniense (Mioceno inferior).

## Clasificación
Nummodiscorbis incluye a la siguiente especie:
- Nummodiscorbis novozealandica †